# Tetine (groupe)
 (janvier 2022).
Si vous disposez d'ouvrages ou d'articles de référence ou si vous connaissez des sites web de qualité traitant du thème abordé ici, merci de compléter l'article en donnant les références utiles à sa vérifiabilité et en les liant à la section « Notes et références ».
Tetine est un duo brésilien composé de Bruno Verner et Eliete Mejorado. Musiciens, plasticiens, performers, ils se sont rencontrés en 1995 et n'ont cessé depuis de réaliser des projets propres ou en collaboration avec d'autres artistes, comme l'artiste française Sophie Calle (Tetine Vs Sophie Calle - Samba de Monalisa, 2002).

## Discographie
- 53 Diamonds /  Wet Dance Recording (2016)
- Dream Like A Baby - 4TH World Cut / Slum Dunk Music (2015)
- Mother Nature / Wet Dance Recordings (2013)
- Black Semiotics /  Wet Dance Recording (2013)
- In Loveland With You" / Slum Dunk Music (2013)
- Voodoo Dance & Other Stories" / Slum Dunk Music (2011)
- From A Forest Near You / Slum Dunk Music (2010)
- Let Your X's Be Y's / Soul Jazz Records (2008)
- I Go To The Doctor 12 /  Soul Jazz Records (2008)
- A Historia da Garça 12 / Soul Jazz Records (2006)
- L.I.C.K. MY FAVELA / Kute Bash Records (2006)
- L.I.C.K MY FAVELA / Slum Dunk (2005)
- The Sexual Life of the Savages / Soul Jazz Records (2005)
- Bonde do Tetão / Bizarre Music (2004)
- Slum Dunk Presents Funk Carioca / Mr Bongo (2004)
- Men In Uniform / Bizarre Music (2003)
- Tetine Vs Sophie Calle - Samba de Monalisa / Sulphur Records (2002)
- Olha Ela de Novo / High School Records (2001)
- Música De Amor / High School Records (1998)
- Creme / High School Records (1997)
- Alexander's Grave / High School Records (1996)